# Colt cola
Colt cola est une marque commerciale de boisson gazeuse sucrée de type cola fabriquée par la Brasserie d'Olt, située à Saint-Geniez-d'Olt en Aveyron, dans la vallée du Lot. 
Elle tire son nom de sa première composition, l'utilisation de noix de kola, et d'un jeu de mots entre le Lot dit Olt en rouergat et l'arme de référence des pionniers américains, le colt.